# Бар (Валле-д'Аоста)
Бар (фр. Bard) — муніципалітет в Італії, у регіоні Валле-д'Аоста.
Бар розташований на відстані близько 570 км на північний захід від Рима, 36 км на схід від Аости.
Населення — 122 особи (2014).
Щорічний фестиваль відбувається 15 серпня. Покровитель — Успіння Богородиці.

## Демографія
Населення за роками:

Станом на 1 січня 2023 року в муніципалітеті офіційно проживали 4 іноземці з 2 країн, серед них 1 громадянин країн Євросоюзу.

## Сусідні муніципалітети
- Арна
- Доннас
- Он